# 九州沖縄スペシャル
九州沖縄スペシャル（きゅうしゅうおきなわスペシャル）は、九州・沖縄のNHK各放送局で放送された地域番組である。

## 概要
- 文字通り、多様なジャンルの内容となっている。単発ドキュメンタリーが中心だが、定番企画として放送されているバラエティーもある。「福岡発地域ドラマ」も、初回はこの枠で放送されている。
- NHKの地域番組見直しで、この枠に独自の放送を行い、この番組を放送しない県がある。
- 内容によっては、『九州沖縄アンコールアワー』→『いちおし!九州沖縄』や、全国枠・衛星放送で放送されることもあった。2011年3月で放送終了。後継番組は『きん☆すた』。なお、本企画のうち「ASIAN PASSION」は2011年度も独立番組として放送される。

## 放送日時
金曜 20:00 - 20:45（2007年度までは不定期）
内容によっては、19:30から放送されることもある。

### 再放送
2008年度からは定時再放送枠が設けられている。
2008年度
日曜 14:15 - 14:58
2009年度
日曜 7:45 - 8:58
2010年度
土曜 10:05 - 10:48（『いちおし!九州沖縄』内）

## 主な企画
ただいま!
2006年度〜2010年度
福岡県出身の武田鉄矢を進行役に、九州沖縄出身の著名人をゲストに招き、ゲストのふるさとを訪ねて今日に至る足跡と思い出をたどる。2006年度単発の企画として数度放送し、好評だったことから、2007年度からほぼ2・3か月に1度のペースで放送。
のど自慢チャンピオン大集合
開始時期不明〜2009年3月
毎年3月頃に放送されていた。元々「NHKのど自慢」の九州沖縄地区各大会におけるチャンピオンを集めて行われていたが、一時対象を「熱血!オヤジバトル」などにも広げ、「ふるさとチャンピオン大集合」と銘打っていた時期もあった。福岡局のアナウンサーが進行役を務めた。
- 歴代司会者：鹿沼健介、山下信（2006年）、神田愛花（2007年）、守本奈実（2008年、2009年）

トンコツTV
2007年度〜
2007年度は単発不定期番組だったが、2008年度以降はこの枠で放送。詳細は番組の項を参照。
林家いっ平改メ林家三平のテツタビ〜○○線ひとめぐり〜
2008年度〜
落語家・林家いっ平（2008年度）改メ二代目林家三平（2009年度〜）が、九州内の鉄道に乗って旅をしながら、沿線住民とふれあう旅紀行。月1回のペースで放送。データ放送連動番組。2009年度は父親の名前を継ぎ、その襲名披露興行が行われる関係で、以前よりはペースダウンした。
リレードキュメント
2008・2009年度
九州沖縄各局が制作したニュースリポート4本をリレー形式で放送。
- ナビゲーター：野尻あかね

ASIAN PASSION〜アジアを駆ける日本人〜
2010年度
年4回のペースで放送。アジア各地で夢を追いかける日本人の姿を取材したドキュメンタリー。
- ナレーション：松重豊（福岡県出身）

## 局別の番組
北九州局
北九州スペシャル（不定期）
佐賀局
肥前路吟行 さがん文芸（第3週→年4回）
長崎局
長崎のこれから（不定期）
熊本局
ひのくにスペシャル（不定期）
大分局
ししまるTV（第1週）
宮崎局
みやざきスペシャル（不定期）
鹿児島局
- かごしま熱風録（第1週、この枠まで延長の場合あり）
- かごしま大作戦（第2週または第3週）

沖縄局
沖縄の歌と踊りスペシャル（不定期）